# Mario Mourelo
Mario Mourelo Del Huerto (Lugo, Galicia, España, 3 de enero de 1997) conocido deportivamente como Mario Mourelo, es un futbolista español que juega como extremo izquierdo. Actualmente forma parte del Fútbol Club Santa Coloma de la Primera División de Andorra.

## Trayectoria deportiva
Comenzó la práctica del balompié en diferentes clubes de la Región de Murcia desde temprana edad teniendo sus inicios en las categorías inferiores de la EMFB Pinatar, poco después siguió su formación en la cantera del Real Murcia Club de Fútbol hasta alcanzar al cuadro U19 de División de Honor Juvenil de España para más tarde hacer de igual manera en la misma categoría juvenil en Hércules de Alicante Club de Fútbol y Universidad Católica de Murcia Club de Fútbol en última instancia. En su etapa base además disputó el Campeonato de España de selecciones autonómicas de fútbol en categoría U16 y U18 con el combinado de la FFRM.
En la recta final de la campaña 2015-2016 la cual empezó en el cuadro juvenil del Universidad Católica de Murcia Club de Fútbol dio el salto a categoría senior con el primer equipo de la Unión Deportiva Horadada.
Para la temporada 2016/2017 el delantero recala en el Lorca Fútbol Club "B" del grupo XIII de la Tercera División de España donde estuvo presente en 20 encuentros oficiales y acabando segundo clasificado de liga disputó la fase de ascenso a la Segunda División B de España.
Fue en la campaña 2017/2018 cuando pasa a formar parte de las filas del Yeclano Deportivo de igual grupo décimo tercero de Tercera División de España, contando con 32 apariciones oficiales ese año, proclamándose además como campeón de grupo murciano y disputando de nuevo la promoción de ascenso a la Segunda División B de España.
La temporada siguiente, la 2018/2019, Mario entra en las filas de la Sociedad Deportiva Formentera del grupo XI de Tercera División de España en la que permaneció por un curso disputando hasta 45 encuentros oficiales finalizando la competición de liga en cuarta posición y por ende su tercera promoción de ascenso a Segunda División B de España de forma consecutiva.
En la temporada 2019/2020 ficha por un año en el CF Sant Rafel donde acumuló 25 encuentro oficiales de liga en el grupo XI de la Tercera División de España para el siguiente curso, el 2020/2021 pasar a formar parte de la Penya Esportiva Sant Jordi de igual grupo y categoría nacional en la que completó 24 partidos en la competición de liga finalizando en segunda posición en la tabla y disputando la promoción de ascenso a la nueva categoría de Segunda Federación cayendo ante el Real Club Deportivo Mallorca "B".
En el curso 2021/2022 ficha por el AC Este 1920 pasando a competir durante ese año en la Serie D Girone C de Italia en la que disputó 20 encuentros oficiales entre competición de liga y la Copa Italia Serie D.
De cara a la temporada 2022/2023, Mario firma contrato profesional con el Fútbol Club Santa Coloma para competir en la Primera División de Andorra, realizando su debut oficial en la competición andorrana el 18 de septiembre de 2022, en el encuentro correspondiente a la segunda jornada de liga en el empate (2-2) ante el Inter Club d'Escaldes.

## Carrera deportiva

### Clubes
| Club                     | País    | Año               |
| ------------------------ | ------- | ----------------- |
| UCAM Murcia CF U19       | España  | 2015 - 2016       |
| UD Horadada              | España  | 2016              |
| Lorca Fútbol Club "B"    | España  | 2016 - 2017       |
| Yeclano Deportivo        | España  | 2017 - 2018       |
| SD Formentera            | España  | 2018 - 2019       |
| CF Sant Rafel            | España  | 2019 - 2020       |
| PE Sant Jordi            | España  | 2020 - 2021       |
| AC Este 1920             | Italia  | 2021 - 2022       |
| Fútbol Club Santa Coloma | Andorra | 2022 – Actualidad |